# Classic Illusions
Classic Illusions war ein US-amerikanischer Hersteller von Automobilen.

## Unternehmensgeschichte
Das Unternehmen hatte seinen Sitz in Duarte in Kalifornien. 1985 stellte es Automobile und Kit Cars her. Der Markenname lautete Classic Illusions.

## Fahrzeuge
Der CI 500 K war die Nachbildung des Mercedes-Benz 500 K aus den 1930er Jahren. Der Motor stammte von Ford. Die offene Karosserie bestand aus Kunststoff.
Ein anderes Modell war dem Corvette C1 von 1954 nachempfunden. Ein Motor von General Motors trieb die Fahrzeuge an.